# Equazione di Boltzmann
L'equazione di Boltzmann, conosciuta anche come equazione di Boltzmann per il trasporto (in inglese Boltzmann Transport Equation o BTE), è un'equazione della meccanica statistica, formulata da Ludwig Boltzmann nel 1872, che descrive il comportamento statistico di un sistema in uno stato di non-equilibrio termodinamico.
Il problema della conoscenza dell'evoluzione temporale di un sistema di particelle, siano esse atomi o molecole, è legato alla conoscenza della posizione nello spazio degli stati per ciascuna di esse. Questo approccio è improponibile se si pensa al gran numero di particelle coinvolte, ad esempio, in un gas si possono avere 1025 particelle per ogni m3. Per questo motivo si introducono funzioni di distribuzione che permettono, non soltanto di conoscere il moto di una singola particella, ma anche quante molecole in un certo istante hanno determinati valori di velocità o energia. In molti casi, l'equazione non è risolvibile esattamente e per questa ragione sono stati introdotti metodi volti a ottenere una soluzione approssimata. 
L'equazione di Boltzmann si usa per studiare come le particelle in un fluido, quando, ad esempio, vi è applicazione di un gradiente di temperatura o di un campo elettrico, trasportano quantità fisiche come il calore e la carica, e derivare così le proprietà di trasporto come la conducibilità elettrica, la conduttività di Hall, la viscosità, e la conducibilità termica.

## Descrizione
Dato un sistema con {\displaystyle k} gradi di libertà, il cui spazio delle configurazioni è generato da {\displaystyle (q_{i})_{i=1,\dots ,k}} coordinate generalizzate, il relativo spazio delle fasi in coordinate hamiltoniane è generato dalle coppie {\displaystyle (q_{i},p_{i})_{i=1,\dots ,k}}. Sia {\displaystyle f(\mathbf {q} ,\mathbf {p} ,t)} una funzione di densità di probabilità, detto {\displaystyle \mathrm {d} V=\mathrm {d} \mathbf {q} ^{k}\mathrm {d} \mathbf {p} ^{k}} il volume infinitesimo, si ha che:
{\displaystyle N=\int f\ \mathrm {d} V\qquad n=\int f\ \mathrm {d} \mathbf {p} ^{k}}
dove {\displaystyle N} è il numero di particelle aventi posizione entro il volume spaziale infinitesimo {\displaystyle \mathrm {d} \mathbf {q} ^{k}}, mentre {\displaystyle n} è il numero di densità. Pertanto l'equazione generale risulta:
{\displaystyle {\frac {\mathrm {d} f}{\mathrm {d} t}}=\left({\frac {\partial f}{\partial t}}\right)_{\text{convezione}}+\left({\frac {\partial f}{\partial t}}\right)_{\text{diffusione}}+\left({\frac {\partial f}{\partial t}}\right)_{\text{collisioni}}}

### I termini convettivo e diffusivo
Supponendo che ciascuna particella descritta da {\displaystyle f} sperimenti delle forze esterne non causate da altre particelle, la cui risultante è {\displaystyle \mathbf {F} ^{(e)}}, si ha che all'istante {\displaystyle t_{0}+\Delta t} ogni particella avrà coordinate {\displaystyle \left(\mathbf {q} +{\frac {\mathbf {p} }{m}}\Delta t,\ \mathbf {p} +\mathbf {F} ^{(e)}\Delta t\right)}. Tenendo conto delle collisioni, il numero di particelle in {\displaystyle \mathrm {d} V} risulta:
{\displaystyle \mathrm {d} N_{\text{collisioni}}=\left({\frac {\partial f}{\partial t}}\right)_{\text{collisioni}}\Delta t\,\mathrm {d} V=\Delta f\,\mathrm {d} V}
Quindi la derivata totale diventa:
{\displaystyle {\begin{aligned}{\frac {\mathrm {d} f}{\mathrm {d} t}}&={\frac {\partial f}{\partial t}}+\nabla _{\mathbf {q} }f\cdot {\frac {\mathrm {d} \mathbf {q} }{\mathrm {d} t}}+\nabla _{\mathbf {p} }f\cdot {\frac {\mathrm {d} \mathbf {p} }{\mathrm {d} t}}=\\&={\frac {\partial f}{\partial t}}+\nabla _{\mathbf {q} }f\cdot {\frac {\mathbf {p} }{m}}+\nabla _{\mathbf {p} }f\cdot \mathbf {F} ^{(e)}=\left({\frac {\partial f}{\partial t}}\right)_{\text{collisioni}}\\\end{aligned}}}
per ottenere, infine:
{\displaystyle {\frac {\partial f}{\partial t}}=-\underbrace {\nabla _{\mathbf {q} }f\cdot {\frac {\mathbf {p} }{m}}} _{\text{convettivo}}-\underbrace {\nabla _{\mathbf {p} }f\cdot \mathbf {F} ^{(e)}} _{\text{diffusivo}}+\left({\frac {\partial f}{\partial t}}\right)_{\text{collisioni}}}

### Il termine collisionale
Una delle possibili formulazioni per il termine collisionale si ha nel caso di ipotesi di caos molecolare.